# 太行菊
太行菊（学名：Opisthopappus taihangensis）为菊科太行菊属下的一个种。該物種為多年生草本植物，高10-15厘米，花果期6-9月，主要分佈於中華人民共和國产山西省陵川、晋城以及河南济源的山坡岩石上。

## 扩展阅读
- 維基物種上的相關：太行菊